# 逐行扫描
逐行扫描（Progressive scan）是一种在显示设备上表示运动图像的方法，这种方法将每帧的所有像素同时显示。和逐行扫描对应的是隔行扫描，它常用于传统的电视系统中（逐行扫描有时候被称为非隔行扫描）。
逐行扫描常被用在计算机显示器上。通常的显示器的扫描方法都是从左到右从上到下，每秒钟扫描固定的帧数（称为帧率，例如60帧每秒）。

## 扫描方式
以下比較电视机不同的扫描方式。通常电视机的扫描方式被称为隔行扫描，也就是说每一帧被分割为两场，每一场包含了一帧中所有的奇数扫描行或者偶数扫描行。通常是先扫描奇数行得到第一场，然后扫描偶数行得到第二场。
第一（奇数）场：
第二（偶数）场：
对NTSC制式的电视机来说，每1/60秒完成一场的扫描和显示；对PAL制式的电视来说这一时间是1/50秒。由于视觉暂留效应，人眼将会看到平滑的运动而不是闪动的半帧半帧的图像。但是，这时会有几乎不会被注意到的闪烁出现，使得人眼很容易疲劳。当屏幕的内容是横条纹时，这种闪烁特别容易被注意到。
和隔行扫描相对的逐行扫描每次显示整个扫描帧，如下：
如果逐行扫描的帧率和隔行扫描的场率相同，在本例中即逐行扫描每秒扫描60帧图像，人眼将看到比隔行扫描更平滑的图像，相对于隔行扫描来说闪烁较小；新一代的电视机也有将隔行扫描转化为逐行扫描来输出的。